# Phare de Punta Omo Morto
Le phare de Punta Omo Morto (en italien :Faro di Punta Omo Morto)  est un phare situé sur l'île d'Ustica, dans la commune d'Ustica en mer Tyrrhénienne, dans la Province de Palerme (Sicile), en Italie.

## Histoire
Punta Omo Morto est localisé sur un promontoire raide à l'extrémité nord-est de l'île d'Ustica, au large de Palerme, à environ 800 m au nord-est du village d'Ustica. L'accès à ce phare est difficile et le site et la tour sont fermés. Il est automatisé et il est géré par la Marina Militare. 

## Description
Le phare  se compose d'une tour octogonale de 10 m de haut, avec galerie et lanterne attachée à une maison de gardiens d'un étage. Le bâtiment est peint en blanc et le dôme de la lanterne est gris métallisé. Il émet, à une hauteur focale de 100 m, trois brefs éclats blancs toutes les 15 secondes. Sa portée est de 25 milles nautiques (environ 46 km).
Il possède aussi un feu à occultations secondaire qui émet un long éclat rouge de 4 secondes toutes les cinq secondes visible jusqu'à 9 milles nautiques (environ 17 km).
Identifiant : ARLHS : ITA-136 ; EF-3186 - Amirauté : E1996 - NGA : 9956 .

## Caractéristiques dufeu maritime
Fréquence : 15 secondes (W)
- Lumière : 0.1 seconde
- Obscurité : 2.9 secondes
- Lumière : 0.1 seconde
- Obscurité : 2.9 secondes
- Lumière : 0.1 seconde
- Obscurité : 8.9 secondes

|                              |
| Île d'Usticea (localisation) |

|  |
|  |

### Lien connexe
- Liste des phares de la Sicile